# Општина Пиатра Шоимулуј (Њамц)
Пиатра Шоимулуј (рум. Piatra Şoimului) општина је у Румунији у округу Њамц.
Oпштина се налази на надморској висини од 595 m.